# Жонглиране
Жонгльор е човек, който подхвърля разни предмети във въздуха продължително време, без да ги изпусне. Жонглирането (жонгльорство) е типична част от номерата на клоуните. Човек може да жонглира с предмети от обикновени топки, до ножове или други опасни предмети, както и огън.
Коренът на думата „жонглиране“ варират от Средновековието. На стар френски думата jogler значи шегаджия. Иначе самото жонглиране се е появило много по-рано. Има мозайки още от Древна Елада, на които са изобразени жонглиращи хора – най-вероятно забавляващи владетеля и неговите гости. Жонглирането е било разпространено и в Древен Египет, Китай, Месопотамия. Постепенно с времето то излиза от пределиете на дворците. До появяването на първите циркове, то вече е било вече разпространено забавление сред народа.
Не е било толкова рядко срещано умение, но истинският му чар идва с раждането на професионалните циркаджии. Те започват да подхвърлят ножове, запалени факли, тигани, скъпи кристални чаши или други чупливи предмети над главите си. Много атрактивен и популярен циркаджийски номер е да жонглираш, докато вървиш по въже 10 метра над земята. Най-смелите и опитни жонгльори дори вървят по въжето с превръзка на очите. Това е довело няколко пъти до фатален край, затова е добре отдолу да има обезопасителни мрежи.
Жонгльорството е една сложна манипулация на предмети подлежаща на много години развитие. За изпалнението на дадена фигура в жонгльорството, жонгльорът трябва да се пребори си възпрепядстващата го гравитация, като хвърля високо или ниско с ръцете си предметите последователно в една точка при една и съща скорост на движение и съответно ги хваща. Упражненията по жонглиране всъщност тренират координацията и рефлексите на жонгльора и способността на хвърляне и хващане. Веднъж заучено едно движение не би могло да бъде забравено, при липса на редовни репетиции или на цялостно лишаване от такива, дадено движение в жонгльорството би било несигурно, трудно и нестабилно за изпълнение, но не и загубено, няколко дни или седмици репетиции са необходими (в зависимост от сложността на движението, и броят на обектите които биват манипулирани) за възстановяване на координацията и рефлексите за правилното му изпълнение.
Възможността за представянето на жонгльорска изява най-често предлагат вариете и цирковите програми. В тези програми се демострира на зрителя уникалния и индивидуален на артиста жонгльор номер. В повечето случаи публиката наблюдава една завършена хармония от артистично облекло, музика и номер. Най-често този номер бива степенуван по трудност, започвайки лесни и красиви движения предрасполагащи зрителя към една визуална наслада и удоволствие, и завършващ с оригинално и трудно изпълнимо движение.
Жонгльорството далеч не е просто дисциплина от цирка, много хора занимаващи се с това изкуство смятат, че то трябва да бъде дисциплина и на олимпийските игри. Именно заради сложността на движенията, чистото им изпълнение, преминаването им от едно към друго.
През 2004 г. американецът Джейсън Гарфилд основава световна федерация по жонглиране където се наблюдава съревнование между жонгльори от всички краища на света в различни дисциплини. Жонгльорът разполага с от 2 до 3 минути време да представи на група съдии своите движения, бива оценяван по критерии включващи – трудност на движенията, преминаването им от едно към друго чистота на изпълнението, стабилност на тялото при изпълнението им и изпускания. Федерацията поражда интерес в много деца, мотивира жонгльорите да тренират и да изпълняват невиждани дотогава движения, както и до раждането на нови стилове. И така жонглирането приема един спортен облик редом до вариететните и цирковите изяви.

## Известни жонгльори
- Антъни Гато
- Джейсън Гарфийлд
- Вова и Олга Галченко